# ایرا اسپراگ بوون
ایرا اسپراگ بوون (انگلیسی: Ira Sprague Bowen؛ ۲۱ دسامبر ۱۸۹۸ – ۶ فوریهٔ ۱۹۷۳) دانشمند در زمینه اخترشناسی اهل ایالات متحده آمریکا بود.
وی همچنین برندهٔ جوایزی همچون جایزه چارلز استارک دراپر، مدال طلائی انجمن سلطنتی اختر شناسان، نشان هنری دراپر، جایزه رامفورد، و جایزه بروس شده‌است. در سال ۱۹۲۷ او دریافت که سحابی واقعاً یک عنصر شیمیایی نیست بلکه در عوض اکسیژن یونیزه شده مضاعف است.

## زندگی
بوون در سنکا فالز، نیویورک در سال ۱۸۹۸ متولد شد.  با توجه به مهاجرت مکرر خانواده اش، وی تا زمان فوت پدر در سال ۱۹۰۸ در خانه تحصیل کرد. از آن زمان به بعد در کالج هوتون که در آنجا مادرش به عنوان معلم فعالیت می‌کرد، تحصیل کرد. پس از فارغ‌التحصیلی از دبیرستان در سال ۱۹۱۵، بوون در کالج دانشکده هاوتون ماند و بعداً به کالج اوبرلین پیوست که در سال ۱۹۱۹ فارغ‌التحصیل شد. در این مدت در کالج اوبرلین بوون با تحقیقات دانشمند رابرت هادفیلد در مورد خواص فولاد تحقیقاتی انجام داد. نتایج این تحقیقات در سال ۱۹۲۱ منتشر شد. بوون در پاییز سال ۱۹۱۹ تحصیل در رشته فیزیک را در دانشگاه شیکاگو آغاز کرد. در سال ۱۹۲۱ بوون در گروه تحقیقاتی رابرت اندروز میلکان جایگاهی گرفت.